# Wilm Hosenfeld
Wilhelm Adalbert Hosenfeld (phát âm tiếng Đức: [ vɪlm hoːzənfɛlt ]; 2 Tháng 5 năm 1895 - 13 tháng 8 năm 1952), ban đầu là một giáo viên, là một sĩ quan quân đội người Đức vào cuối Chiến tranh thế giới thứ hai đã lên đến cấp bậc Đại úy. Ông đã giúp ẩn náu hoặc giải cứu nhiều người Ba Lan, bao gồm cả người Do Thái khi Đức Quốc xã chiếm đóng Ba Lan, và đã giúp nhà nghệ sĩ dương cầm và nhà soạn nhạc gốc Ba Lan-Do Thái Władysław Szpilman sống sót và ẩn náu trong đống đổ nát của Warszawa những tháng cuối năm 1944. Ông bị bắt làm tù binh bởi Hồng Quân và mất trong nhà tù Liên Xô bảy năm sau đó.
Vào tháng 6 năm 2009, Hosenfeld đã được truy phong tại Yad Veshem (nơi tưởng niệm chính thức cho các nạn nhân nạn diệt chủng Do Thái của Isarel) là một trong những Người Dân Ngoại Công Chính.

## Cuộc đời
Ông sinh ra trong một gia đình của một thầy giáo Giáo hội công giáo Roma sống gần Fulda. Ông chịu ảnh hưởng không chỉ bởi Công giáo và Giáo hội, mà còn bởi sự vâng phục của quân Phổ và lòng yêu nước Đức. Trong hôn nhân của mình, ông còn chịu ảnh hưởng bởi khuynh hướng Chủ nghĩa hòa bình của vợ ông, Annemarie, và phong trào Wandervogel. Từ năm 1914, ông bắt đầu hoạt động trong Chiến tranh thế giới thứ nhất; và sau khi bị thương nặng vào năm 1917, ông được nhận huân chương Thập tự Sắt.

## Chiến tranh thế giới thứ hai

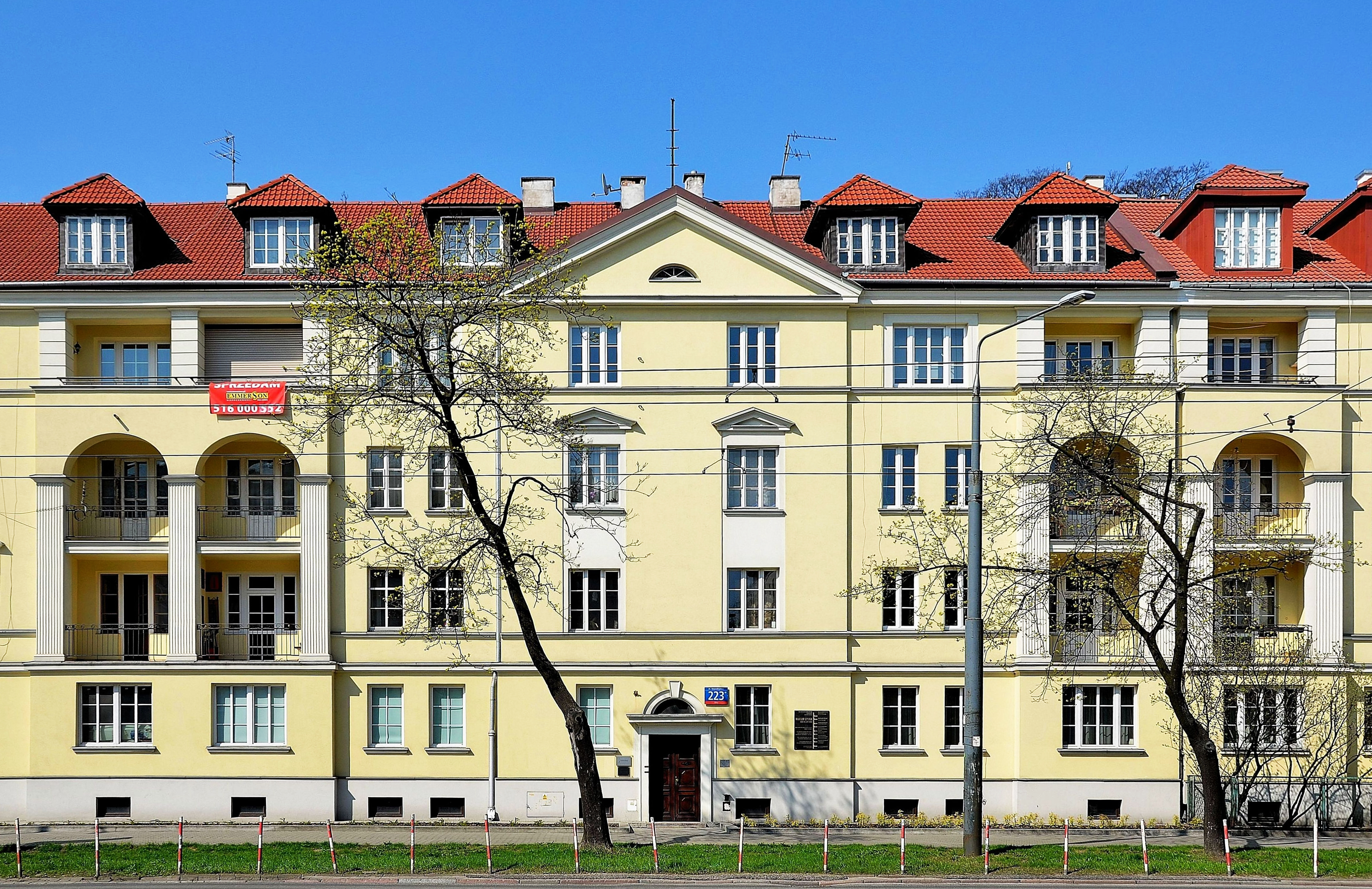
Tòa nhà 223 đại lộ Niepodległości, Warszawa, nơi ông đã giúp Władysław Szpilman

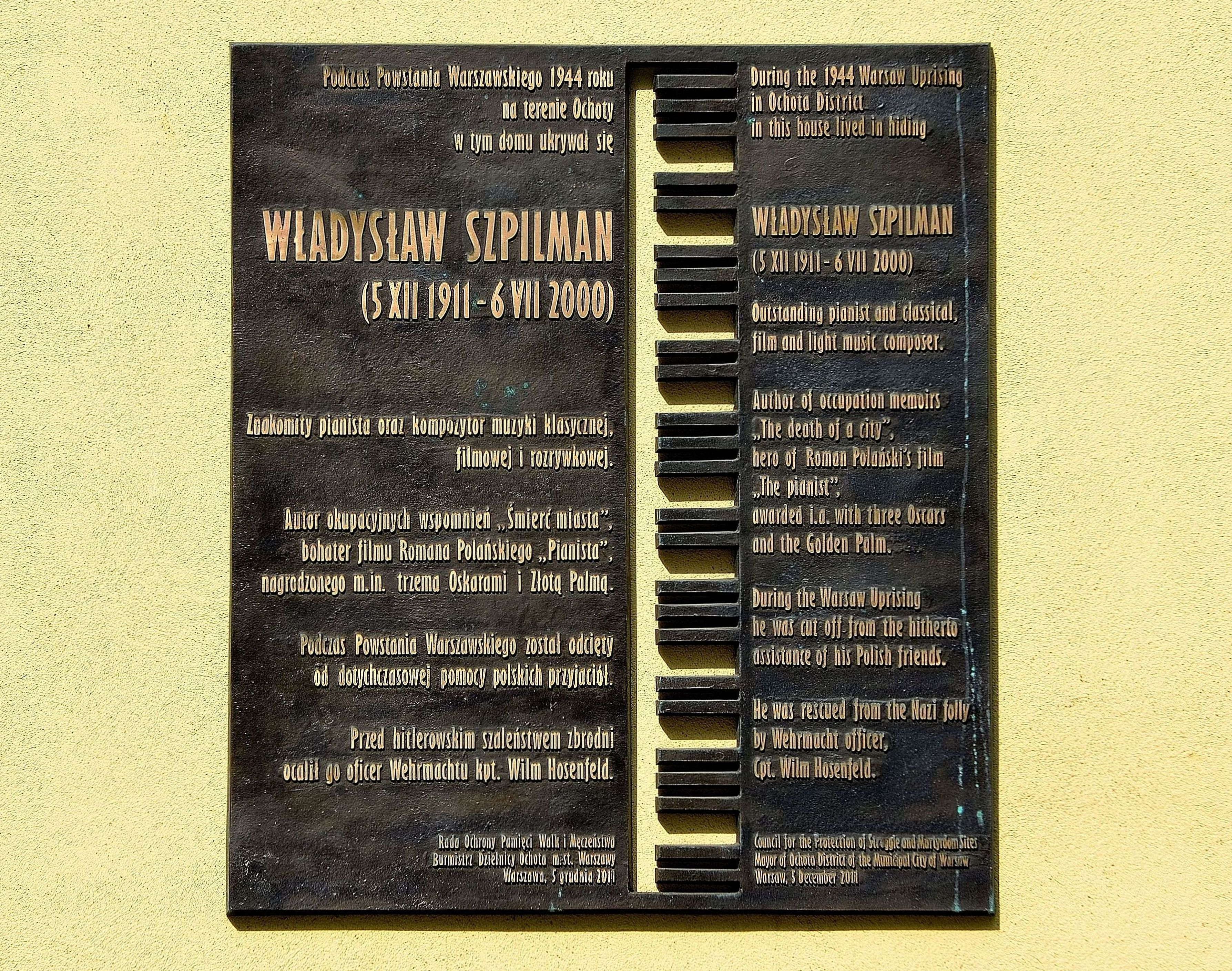
Bia kỉ niệm tòa nhà

Hosenfeld được phân vào quân đội Đức vào tháng 8 năm 1939 và đã đóng quân ở Ba Lan từ giữa tháng 9 năm 1939 cho đến khi bị bắt giữ bởi quân đội Liên Xô vào ngày 17 tháng 1 năm 1945. Điểm đến đầu tiên của ông là Pabianice, nơi ông đã tham gia xây dựng và điều hành một trại tù binh. Tiếp đến, ông đóng quân ở Węgrów vào tháng 12 năm 1939 cho đến khi tiểu đoàn của ông bị dời đi 30 km về phía Jadow vào cuối tháng 5 năm 1940. Cuối tháng 7 năm 1940, ông được chuyển về Warszawa cho đến hết cuộc chiến tranh. Đối với tiểu đoàn vệ binh 660 (một phần của Đoàn vệ binh Warszawa), ông phục vụ như là một sĩ quan tham mưu và một sĩ quan tiểu đoàn.
Là một thành viên của Đảng công nhân Đức quốc gia xã hội chủ nghĩa, thời gian trôi qua, Hosenfeld dần tỉnh ngộ trước sự tàn ác của Đức quốc xã và các chính sách của nó đối với người Ba Lan và đặc biệt là người Do Thái. Ông cùng với một vài sĩ quan Đức cảm thấy cảm thông cho tất cả các dân tộc bị chiếm đóng ở Ba Lan, cảm thấy xấu hổ về những việc làm của một số đồng hương, họ đã ra tay giúp đỡ bất cứ ai có thể.
Hosenfeld đã làm bạn với vô số người Ba Lan, ông thậm chí còn cố gắng nỗ lực học tiếng của họ. Ngoài ra, ông còn dự Thánh Lễ, nhận được Tiệc Thánh và dự các buổi thú tội ở các nhà thờ Ba Lan dù việc này bị cấm bởi Đảng Quốc xã. Hành động của ông trên danh nghĩa người Ba Lan bắt đầu từ mùa thu năm 1939, khi ông bất chấp luật lệ cho phép các tù nhân Ba Lan liên lạc với gia đình họ và thậm chí còn phóng thích sớm thành công cho ít nhất một tù nhân. Trong thời gian hoạt động ở Warszawa, Hosenfeld đã sử dụng vị trí của mình để cung cấp nơi trú ẩn cho mọi người bất kể lai lịch của họ, trong đó có ít nhất một người bị bách hại do phản đối chủ nghĩa phát xít, bằng việc cung cấp cho họ những giấy tờ cần thiết và cho họ việc làm tại các sân vận động thể thao dưới sự giám sát của ông.
Hosenfeld bị bắt giữ bởi lính Hồng Quân tại Błonie, một thành phố Ba Lan nhỏ cách Warszawa 30 km cùng với tiểu đoàn của mình.

## Khoảng thời gian trong tù và cái chết
Ông bị kết án 25 năm tù khổ sai vì những tội ác chiến tranh bị cáo buộc, đơn giản vì cấp bậc của ông và bị tra tấn bởi mật vụ của Liên Xô vì họ cho rằng ông đã tham gia vào tình báo quân sự Đức hay Sở an ninh Đức Sicherheitsdienst. Trong một lá thư năm 1946 gửi đến người vợ của ông, Hosenfeld đã nêu tên những người Do Thái mà ông đã cứu và khẩn cầu vợ mình liên lạc với họ nhờ giúp đỡ.
Năm 1950, nghệ sĩ dương cầm Władysław Szpilman, người được Hosenfeld cứu, đã biết được tên ông. Sau khi tìm kiếm nhiều lần, Szpilman tìm đến sự giúp đỡ của một người đàn ông mà cá nhân ông cho rằng là "một tên đểu cáng"—Jakub Berman, người đứng đầu sở mật vụ Ba Lan. Vài ngày sau đó, Berman đến thăm Szpilman và thông báo rằng hắn ta không thể giúp được gì. Hắn nói, "Nếu tên người Đức của anh vẫn còn ở Ba Lan thì chúng tôi đã có thể giúp nhưng người của chúng tôi ở Liên Xô đã không chịu buông tha cho hắn. Họ nói rằng tên sĩ quan của anh thuộc về một đội liên quan đến gián điệp -- do đó chúng tôi với tư cách là người Ba Lan đã không thể làm được gì, và tôi bất lực."
Szpilman chưa bao giờ tin tưởng lời nhận định của Berman về việc hắn bất lực. Trong một bài phỏng vấn với Wolf Biermann, Szpilman đã miêu tả Berman như thế này, "cánh tay phải đắc lực của Stalin," và tiếc nuối đã không thể trả ơn cho người sĩ quan Hosenfeld, "Tôi đã tiếp cận nhầm tên thối nát nhất trong số những tên thối nát, và điều đó đã không mang lại điều gì tốt lành."
Đại úy Wilm Hosenfeld mất tại một trại tập trung Liên Xô vào ngày 13 tháng 8 năm 1952 do vỡ động mạch chủ ở ngực, điều có thể xảy ra do ông bị tra tấn.

## Di sản
Con trai của Szpilman, Andrzej Szpilman, đã từ lâu kêu gọi Yad Vashem công nhận Wilm Hosenfeld như một Người Dân Ngoại Công Chính—những người phi Do Thái đã mạo hiểm tính mạng để cứu những người Do Thái khác. Cùng với ông, gia đình Szpilman và hàng ngàn người khác đã yêu cầu cho Đại úy Hosenfeld được vinh danh cách này vì những hành động nhân hậu của ông trong suốt thời kì chiến tranh.
Năm 2002, The Pianist -- Nghệ sĩ dương cầm, một bộ phim dựa trên cuốn hồi ký cùng tên của Szpilman, đã miêu tả lại cảnh Đại úy Hosenfeld cứu Szpilman, với diễn viên thủ vai là Thomas Kretschmann.
Tháng 10 năm 2007, Hosenfeld được tổng thống Ba Lan truy phong huân chương danh dự Thập chỉ huy Polonia Restituta. (Tiếng Ba Lan: Krzyż Komandorski Orderu Odrodzenia Polski).
Vào ngày 16 tháng 2 năm 2009, Yad Vashem thông báo rằng Đại úy Wilm Hosenfeld sẽ được truy phong là một trong những Người Dân Ngoại Công Chính. Vào ngày 19 tháng 10 năm 2009, bộ ngoại giao Isarel trao giải thưởng cho con trai của Hosenfeld, Detlev, tại Berlin.
Ngày 4 tháng 12 năm 2011, một tấm bia kỉ niệm bằng tiếng Ba Lan và tiếng Anh được công bố tại tòa nhà 223 Niepodległości Avenue ở Warszawa, nơi Hosenfeld đã cứu Szpilman, với sự có mặt của con gái ông, Jorinde.

## Câu trích
- "Cả Jacobin và đảng Bolshevik đã xẻ thịt giai cấp thống trị trên của mình và hành hình các gia đình hoàng gia của họ. Họ đã phá vỡ Kitô giáo và tiến hành chiến tranh trên đó với ý định quét sạch nó khỏi mặt đất. Họ đã thành công trong việc lôi kéo sự tham gia của người dân các quốc gia trong cuộc chiến tranh bằng nghị lực và sự nhiệt tình - cuộc chiến tranh cách mạng của quá khứ, cuộc chiến chống lại Đức ngày nay. Các giả thuyết và tư tưởng cách mạng của họ có tầm ảnh hưởng rất lớn, vượt xa khỏi biên giới quốc gia của họ. Và tuy các phương thức của Chủ nghĩa xã hội quốc gia đều khác nhau, nhưng về cơ bản, họ đều theo đuổi một tư tưởng duy nhất: tiêu diệt và hủy diệt những kẻ suy nghĩ khác với họ."[12]— Trích nhật ký ngày 18 tháng 1 năm 1942.

## Huân chương và giải thưởng
- Huân chương Thập tự sắt năm 1914, hạng nhì 1917
- Huy hiệu bị thương trong chiến tranh
- Huân chương chiến tranh hạng nhì có kiếm
- Huân chương danh dự Chiến tranh thế giới thứ nhất
- Huy hiệu thể thao SA
- Huân chương Thập chỉ huy Polonia Restituta (Ba Lan, tháng 10 năm 2007)
- Người Dân Ngoại Công Chính (16 tháng 2 năm 2009)